# J 32
J 32 "Lansen", populärt kallad Jaktlansen (historiskt jakt-Lansen) eller Lansen sport, är en serie allvädersjaktflygplan konstruerade av Svenska Aeroplan Aktiebolaget på beställning av Kungliga Flygförvaltningen. Serien bygger på grundkonstruktionen flygplan 32 Lansen, vilken konstruerades för att kunna konfigureras till jakt-, attack- och spaningsplan i separata versioner: A 32, J 32, S 32.
Projekteringen av J 32 avsåg att ta fram ett allvädersjaktflygplan som kunde ersätta dagjaktflygplanet J 29 Tunnan och nattjaktflygplanet J 30 Mosquito (senare J 33 Venom) fram tills att J 35 Draken kommit i bruk.
Trots att det som kom att bli J 32 började projekteras redan 1948 tog det tills 1957 innan J 32 flög för första gången, då i 32B konfiguration. Detta berodde på diverse förseningar och hinder under projektet. 
J 32 kom enbart att produceras i 32B konfiguration och kom i bruk redan 1958, samma år som J 35 Draken ursprungligen förväntades gå i tjänst. Dock blev även denna försenad och J 32B kom att agera Sveriges främsta jaktflygplan i något år innan J 35A kunde levereras i större antal.

## Historia

### Projektering
Iden bakom J 32 har sitt ursprung från slutet av 1940-talet. Redan innan SAAB 29 Tunnan hade tagit till luften började diskussioner mellan SAAB och Flygförvaltningen gällande ett framtida nattjaktflygplan med reamotor. 
Flygvapnet hade sedan krigsslutet velat ha ett nattjaktflygplan men tvingades på grund av kostnadsskäl lägga dessa på hyllan. Till slut lyckades man dock få tag på ett antal billiga de Haviland Mosquito nattjaktflygplan (sedan betecknade J 30) från Storbritannien. J 30 var långt ifrån modern vid 1940-talets slut varvid samtal med SAAB gällande ett inhemskt alternativ fortsatte. Under samma period behövdes det även en ersättare för bomb- och attackflygplanet SAAB 18 som också började bli omodern. På grund av detta valde man att projektera ett flygplan som kunde konfigureras till versioner för båda uppgifterna, vilket kom att resultera i Flygplan 32 Lansen.
Vid 1950-talets början var Lansenprojektet i full sving och man projekterade flera versioner av Fpl 32 Lansen. En av dessa vad den så kallade J 32 B, ett allvädersjaktflygplan med siktesradar och diverse tyngre beväpningar för att kunna skjuta ner bombflygplan. Originalidén var att denna skulle ersätta J 30 Mosquito från och med 1955 men detta visade det sig vara omöjligt då J 30 flottan behövde ersättas långt innan detta. På grund av detta beställde flygvapnet i januari 1951 det brittiska nattjaktflygplan de Haviland Venom (sedan betecknad J 33) och planerna för J 32B sköts upp till senare med iden att denna skulle ersätta J 33 vid slutet av 1950-talet.

### Utprovning

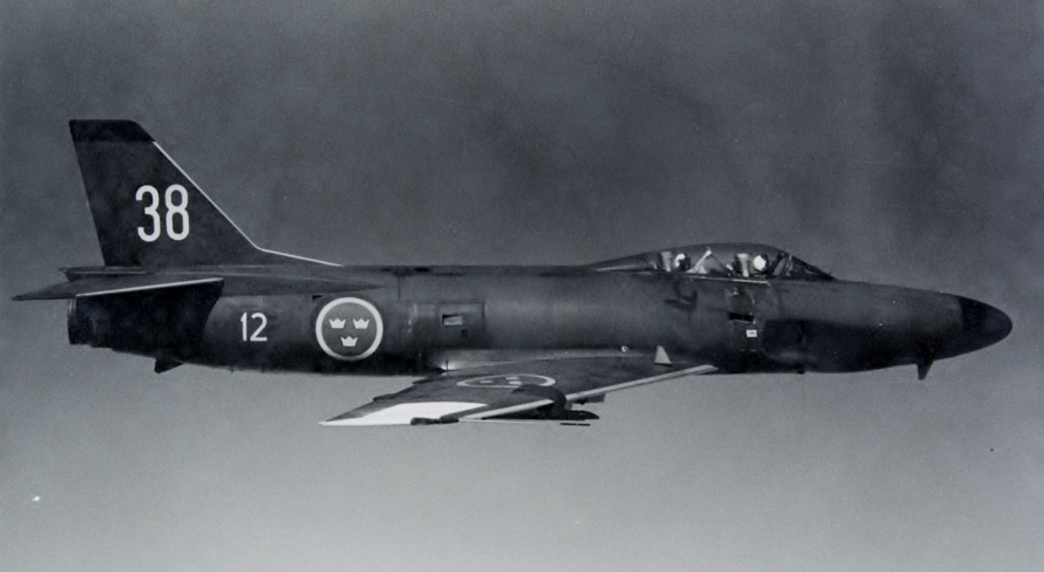
En J 32B Lansen från Kalmar flygflottilj (F 12).

Prototypen för J 32B flög för första gången den 7 januari 1957 och knappt ett år senare började den produceras och överlämnas till Flygvapnet.
Under utprovningen av flygplanet visade det sig att planet fick allvarliga störningar i rollplanet vid hastigheter mellan mach 0,95 – 1,03 (1173 – 1272 km/h). Detta var redan känt sedan utprovningen av A 32A men då planet ej var menad att användas i dessa hastigheter hade problemet inte lösts. J 32B däremot var dock ämnad för höghastighetsflygning och med dess starkare motor kom man även mycket enkelt upp i dessa hastigheter. Genom utprovning med den andra Lansen-prototypen 32-2 lyckades man lösa problemet genom att förse skevrodren med en tjock bakkant.
Förutom problem med rollplanet vid hög hastighet visade sig sidorodret vara problematisk vid branta dykningar på hög höjd. Vid dessa dykningar började sidorodret att fladdra mellan lagerpunkterna (gångjärnen) vilket i extrema fall kunde bryta av fenans topp. Även detta var känt sedan A 32A men då planet ej skulle användas under dessa förhållanden hade man även här valt att inte lösa problemet. Detta problemet löstes på J 32B genom att göra sidorodret styvare genom att montera en stålplåt runt rodrets framkant. Denna lösningen blev även implementerad på A 32A och S 32C.

### På förband
J 32B kom att tillverkades i 118 exemplar under åren 1958–1960. Dessa fick serienumren 32501 till 32620 och kom ursprungligen att fördelas mellan F 12 och F 1.

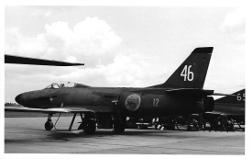
J 32B från Kalmar flygflottilj (F 12).

Kalmar flygflottilj (F 12) fick J 32B hösten 1958 då 121. jaktflygdivisionen (Ludvig Röd) skulle byta ut sina J 29F mot J 32B. Under våren 1959 var det 122. jaktflygdivisionens (Ludvig Blå) tur. 121. jaktflygdivisionen (Ludvig Röd), ombeväpnades under hösten 1958 och ombaserades hösten 1961 till Norrbottens flygbaskår (F 21). 
Flottiljen flög J 32 fram till 1968, då det ersattes med J 35F.
Västmanlands flygflottilj (F 1) började tilldelas J 32B 1958 som början av en ombeväpning från nattjaktflygplanet J 33. 
Lansen tjänstgjorde på F 1 fram till 1967 då den ersattes av J 35F.
Norrbottens flygflottilj (F 21) var tredje flottilj att få J 32B. Det började med att Norrbottens flygbaskår (F 21) skulle ombildades till flygflottilj och för detta flyttades 121. jaktflygdivisionen (Ludvig Röd) från F 12 till F 21, vilket skedde den 1 oktober 1961. 
På F 21 blev de 212. jaktflygdivisionen (Urban Blå). J 32 var i aktiv tjänst på F 21 till 1969 då det ersattes av J 35D.
Jämtlands flygflottilj (F 4) var fjärde och sista flottilj att förses med J 32B i jaktsyfte. Flottiljen var år 1967 fortfarande försedd med J 29F och dessa skulle bytas ut mot J 32B. Förberedelser för bytet påbörjades redan under 1966 då förbandet skickade en grupp instruktörer till F 1 i Västerås för att lära sig flygplanet. I och med bytet till J 32B fick flottiljen ytterligare en yrkeskategori i form av flygnavigatören. 
J 32 blev kortlivat på F 4 och redan den 16 april 1970 flögs det sista passet med J 32. Då hade nästa flygplanstyp, J 35D, redan påbörjat sin tjänst hos F 4.

### Slutskede
J 32B kom att tjänstgöra som jaktflygplan i det svenska flygvapnet i knappt 12 år. Flygtekniken gick fram väldigt fort under 1960-talet och redan 1966 började typen att ersättas av J 35F. År 1969 hade enbart F 4 kvar J 32B och flygplanstypen började avvecklas. År 1970 flög planet i tjänst för sista gången och 1973 kom flygplanstypen att utgå ur flygvapnet, varav skrotning påbörjades 1974.
Under sin tjänstetid kom 26 individer att avskrivas efter haverier. Detta var avsevärt mindre än attackvarianten A 32A som förlorade 98 individer mellan åren 1955 till 1978.
Ett antal J 32B kom dock att tas över av Målflygdivisionen (MFD) efter att typen utgått som jaktflygplan. MFD använde vid början av 1970-talet fortfarande gamla S 29C och J 29F, vilka behövde ersättas. På grund av detta kom 24 stycken J 32B att överföras till divisionen 1971 i syfte att användas för övningsändamål som måldragning, skolflygning, störflygning och radiakflygning.
För detta modifierades 1972 sex individer till dedikerade måldragare under beteckningen J 32D medan tolv andra kom att bli störflygplan genom implementering av intern och extern störutrustning under beteckningen J 32E. Resterade J 32B kom att användas för diverse uppgifter som radiak och utbildning. Alla 24 flygplan förlorade dock sin radar och kanonbeväpning. Då en J 32E havererade 1975 kom man att 1979 modifiera tre av de återstående sex J 32B till J 32E.
MFD kom att flyga J 32 till halvårsskiftet 1997.

## System
Till ytan är J 32B mycket lik den tidigare varianten av Lansen A 32A. Till exempel är båda försedda med allvädersförmåga vilket ger dem möjlighet att flyga både natt och dag i alla väder. Trots detta är det många system och komponenter under ytan som skiljer planen åt och effektivt gör dem till två helt olika flygplan. Några större skillnader som kan nämnas är motorn, beväpningen, lasterna och radarsystemen.

### Motor

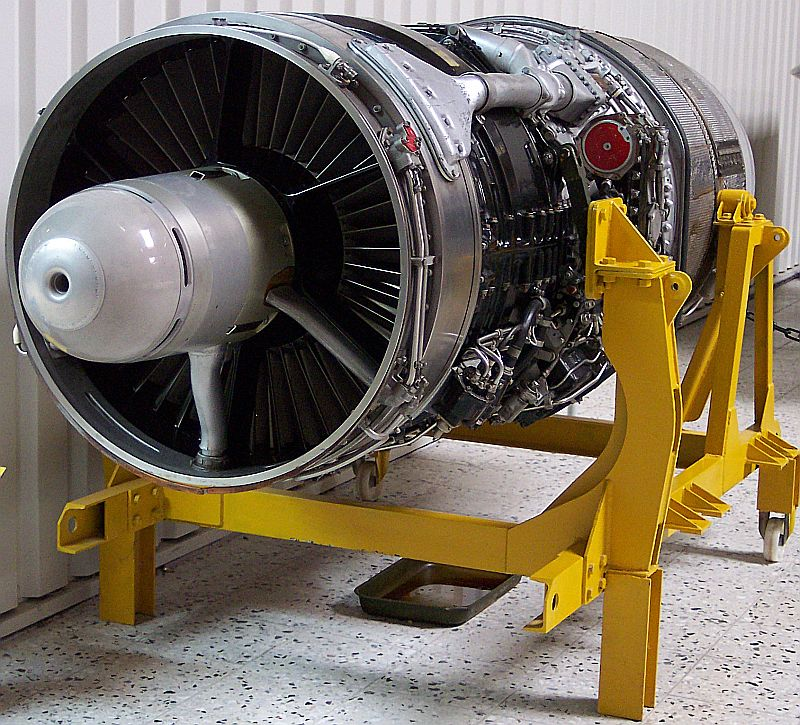
Rolls-Royce Avon Mk 47.

J 32B var försedd men en Rolls-Royce Avon Mk 47A (sedan betecknad RM6A). Detta var en mer avancerad version av de Rolls-Royce Avon Mk 21 (RM5A1) och Mk 21A (RM5A2) som fanns i A 32:erna. 
Dragkraften på RM6A låg på 4880 kp utan efterbrännkammare och 6500 kp med efterbrännkammare. Detta jämfört med RM5A1;s 3460 kp utan efterbrännkammare och 4700 kp med efterbrännkammare. En av de faktorer som gav RM6A mer dragkraft jämfört med RM5A var att RM6A hade en 15-stegs axialkompressor, ett brännkammarsystem bestående av 8 flamrör med gemensam mantel och en tvåstegsaxialturbin, jämfört med RM5A;s 12-stegs axialkompressor.
RM6A kom att licenstillverkas i Sverige av Svenska Flygmotor AB (SFA) i Trollhättan under beteckningen RM6AS (S för Sverige) i 104 exemplar. Man kom även att köpa in ett 30-tal Rolls-Royce originalmotorer för montering i de första 30-talet J 32B, varav dessa fick beteckningen RM6AE (E för England). Dock flög prototypen med en SFA-motor. Bortom licenstillverkning var efterbrännkammaren av svensk design och betecknades EBK typ 61.
På grund av den kraftigare motorn fick J 32B smeknamnet "Lansen sport".

### Fast beväpning

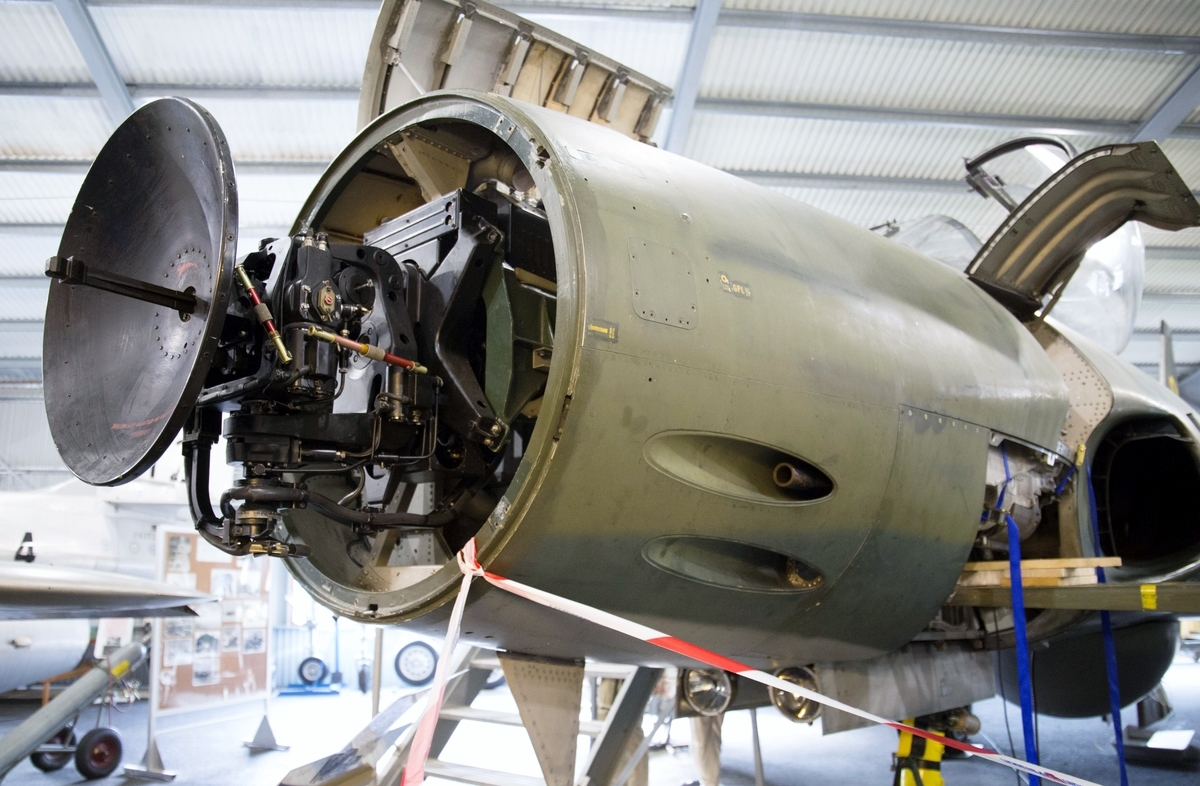
Nosparti till J 32B utan radom. Notera siktesradar PS-42/A samt 30 mm akan m/55.

J 32B var beväpnad med fyra stycken 30 mm ADEN automatkanoner, i Sverige betecknad 30 mm automatkanon m/55, i nospartiets nedre sidor. Vardera kanon hade ett magasin om 90 patroner per kanon. Dessa togs i bruk i och med köpet av J 34 Hawker Hunter 1955 och kom att licenstillverkas i Sverige av Försvarets Fabriksverk (FFV) från och med 1956.
Kanonerna fungerar enligt revolverprincipen och har enligt funktion därför en väldigt hög eldhastighet. Eldhastigheten kunde gå upp till över 1200 skott per minut. 
Tre patrontyper fanns mingranat, pansarprojektil med hårdmetallkärna och barlastad övningsprojektil, alla utan spårljus:
- 30 mm mingranat m/55 (30 mm mgr m/55)
- 30 mm pansarprojektil m/55 (30 mm pprj m/55)

30 mm övningsprojektil m/55  (30 mm övnprj m/55)
För övningsändamål kunde två av automatkanonerna bytas ut mot 8 mm kulspruta m/22 med 220 skott per vapen.

### Yttre bestyckning

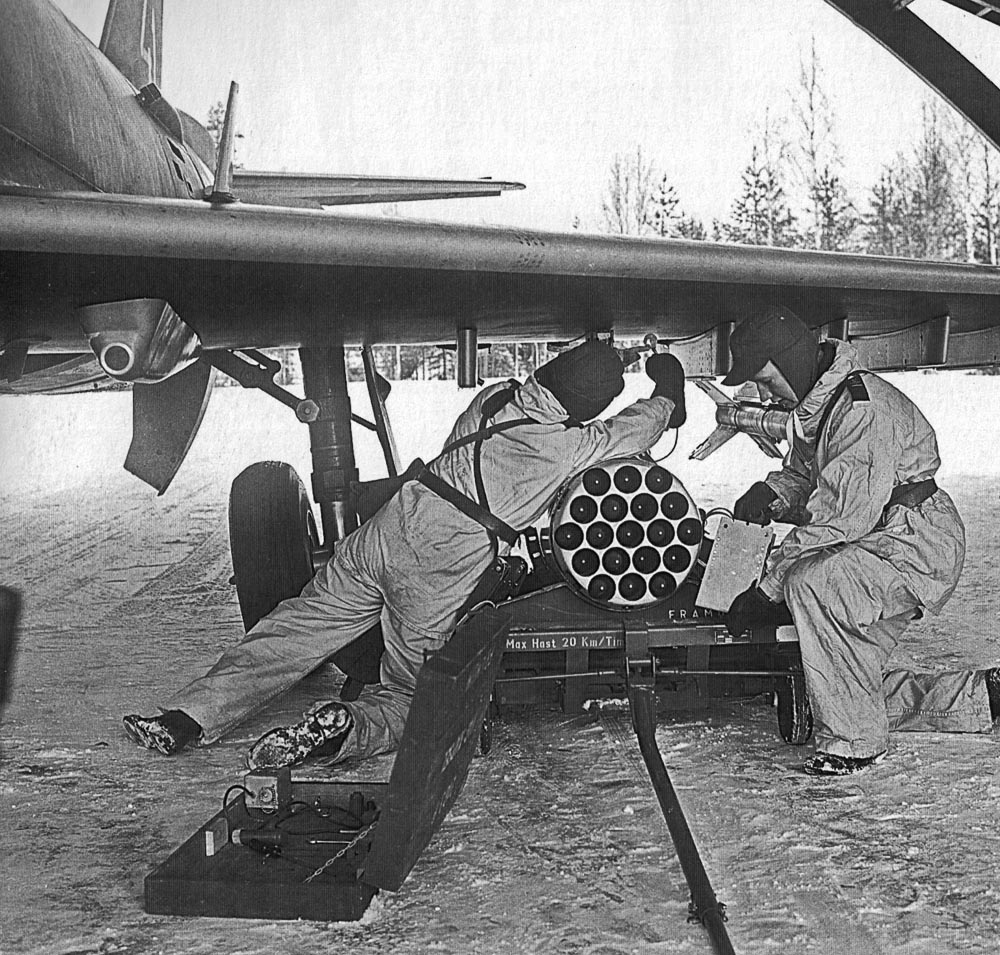
J 32B utrustad med 75 mm jaktraketkapsel m/57 (noskåpa avmonterad) och IR-jaktrobot 24B.

Utöver fast beväpning var J 32 försedd med samma 13 balklägen som A 32 och kunde därav bära samma standardlaster som dito. Av dessa var enbart A 32:s attackraketer möjliga då J 32 saknade bombsikte för flygbomber och system för sjömålsroboten robot 04. Jämte A 32 var J 32 försedd med system som tillät användning av jaktraketkapslar och IR-jaktrobotar.

#### Jaktrobotar
Redan vid början av J 32:s projektering planerade man att bruka den med jaktrobotar. I början planerade man att använda svenskkonstruerade robotar på J 32, såsom robot 321 och senare robot 340, men på grund av utvecklingsproblem beslutades det i slutet av 1950-talet att man skulle försöka införskaffa den amerikanska jaktroboten AIM-9 Sidewinder. Förhandlingar med USA påbörjades 1958 och redan i juli 1959 kunde prov med Sidewinder (provbeteckning robot 324) påbörjas på Lansen. Som provplan valdes 32542.
I Sverige blev Sidewinder sedermera betecknad robot 24B (rb 24B), och reflekterade modellen AIM-9B. Utprovningen gick snabbt och J 32 fick robot 24 i sin arsenal redan under slutet av 1959. Ursprungligen monterades enbart en robot per vinge men detta ändrades snabbt till två stycken per vinge. Som vapenbalk användes Balk S, vilka monterades på balkläge V2 och H2, samt V4 och H4.
Robot 24B var en så kallad värmesökande jaktrobot (IR-jaktrobot), vilket betyder att roboten har en infraröd målsökare i nosen och jagar mål med en stark värmekälla, såsom en reaktionsmotor. För att avfyra denna behöver målsökaren först låsa sitt mål. Detta åstadkoms genom att roboten först sätts i ett målsökarläge där den får leta efter ett mål. När målet är funnet och låst så skickar roboten en signal till föraren som då får möjlighet att avfyra roboten. Som alternativ till detta kan J 32B låsa mål med sin målradar och sedan mata in riktdata från denna till jaktroboten för att tillåta robotskott i sökningsläge, där roboten skjuts sökande och initialt styrs mot målet genom radarns föregående riktdata i hopp om att sökaren finner målet i radarns angivna riktning.

#### Jaktraketer
För jaktuppdrag där jaktrobot ej var lämplig användes jaktraketer, vilka sköts från raketkapslar. Jaktraketer var ett billigare alternativ till jaktrobotar och ansågs till en början vara mer pålitliga.
Jaktraketerna var av modell 75 mm sprängraket m/57B (75 mm srak m/57B) och var tänkta att användas mot strategiska bombflygplan. En enda direktträff med 75 mm srak m/57 var tillräckligt för att skjuta ner vilket bombflygplan som helst. Raketerna hade väldigt hög projektilhastighet och var apterade med spetsanslagsrör och minladdning.
Raketkapslarna var av modell 75 mm raketkapsel m/57 (75 mm rakkaps m/57) och höll 19 stycken raketer var. Kapslarna var kopplade till J 32:s siktesradar och avfyrades automatiskt av radarsystemet när låsning med beräknad direktträff erhölls. För att sikta behövde piloten enbart följa radarns riktinstruktioner. Detta gjorde det möjligt att använda jaktraketer även på natten.
J 32 kunde bära en Raketkapsel m/57 per vinge. Som vapenbalk användes Balk C vilka monterades på balkläge V2 och H2. Raketkapsel m/57 kunde även hängas tillsammans med två stycken Robot 24B som monterats på balkläge V4 och H4.

#### Attackraketer
Som tidigare nämnt kunde J 32, utan problem, bära samma raketlaster som A 32. J 32 saknade visserligen ett dedikerat raketsikte men med korrekt tillämpning kunde man åstadkomma bra träffsäkerhet även med J 32:s jaktsikte. Då J 32 ej var ett attackplan användes attackraketer ej regelbundet, utan istället var de menade att användas vid behov. 
Konceptet att bära attacklast på jaktflygplan var och är än idag inget ovanligt. J 32:s föregångare, J 29, kunde också bära attacklast vid behov och denna tradition går tillbaka hela vägen till J 8 som kunde bära ett antal lätta sprängbomber.

## Alternativa versioner

### J32AD
Under perioden 1951 fram tills att J 32B kom i bruk så projekterade man ett antal andra versioner av J 32. En av dessa var ett 1953-förslag till en ersättare av J 29 Tunnan. Trots att Tunnan effektivt var splitterny 1953 var denna redan på väg att bli föråldrad. Flygutvecklingen gick framåt som aldrig tidigare på 1950-talet och redan innan Tunnan kommit i bruk var det tal om flygplan som kunde gå dubbelt så snabbt.
På grund av detta föreslog man att skapa en billig enkelsitsigt lättviktsvariant av Lansen ämnad som dagjaktflygplan, vilken kunde ersätta Tunnan och hålla linjen fram till att SAAB 35 Draken kommit i bruk. Denna modell fick projektnamnet J 32AD (D för Dagjakt). J 32AD saknade radar och skulle varit beväpnad med fyra stycken 20 mm automatkanoner och en 30 mm automatkanon. Raketer och robotar var även planerade som vapenalternativ.
J 32AD kom aldrig att byggas utan istället valde man att ännu en gång köpa in ett utländskt alternativ. Detta kom att bli Hawker Hunter (sedan betecknade J 34).

### J32U

Lansenliknande profil med rörlig stabilisator.

På grund av den ovan nämnda hastigheten av flygutvecklingen kom man även att föreslå mer avancerade versioner av J 32. 1954 föreslog man ett alternativ till J 32B benämnd J 32U (U för Utveckling?). Denna variant var menad att kunna flyga i överljudshastighet (över 1235 km/h) och skulle varit försedd med en Rolls-Royce Avon RA.19R som gav 5669 kp (55,6 kN) med efterbrännkammare. För att flygplanet skulle kunna kontrolleras i överljudshastighet så gjordes flygplanet mer aerodynamiskt. Fenan gjordes smalare och stabilisatorn gjordes "rörlig" (engelska: all flying tail), det vill säga att hela stabilisatorn sitter på en tiltpunkt och agerar höjdroder. Flygplanets vingar gjordes 6% smalare och sveptes tillbaka med 5 grader från 35 grader till 40 grader. En stödmotor av rakettyp föreslogs också.
Detta alternativet fanns kvar till 1958 som en framtida ersättare för J 32B men på grund av ett politiskt beslut skrotades även detta projekt. Anledningen till skrotningen var att man ansåg att J 32B skulle fungera i cirka 8 år och därefter var det mer relevant att ersätta den med en variant av Draken (vilket blev J 35F).

## Undervarianter

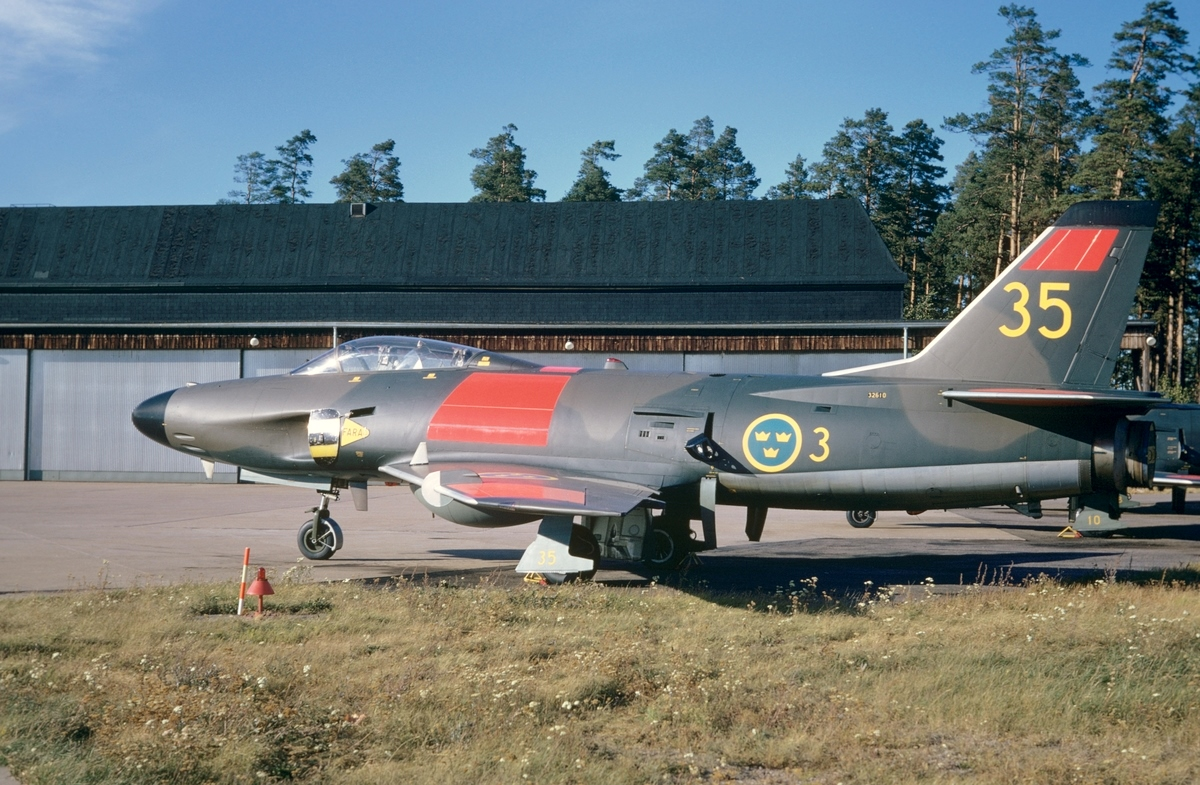
J 32D Lansen

### J32D
Sex J 32B (S/N 32545, 32548, 32603, 32606, 32610 och 32615) modifierades 1972 till målbogserare och tjänstgjorde vid Målflygdivisionen (MFD) som  J 32D fram till 1997. 
Efter 1997 användes de för luftmätningar åt Statens strålskyddsinstitut (SSI).

### J32E

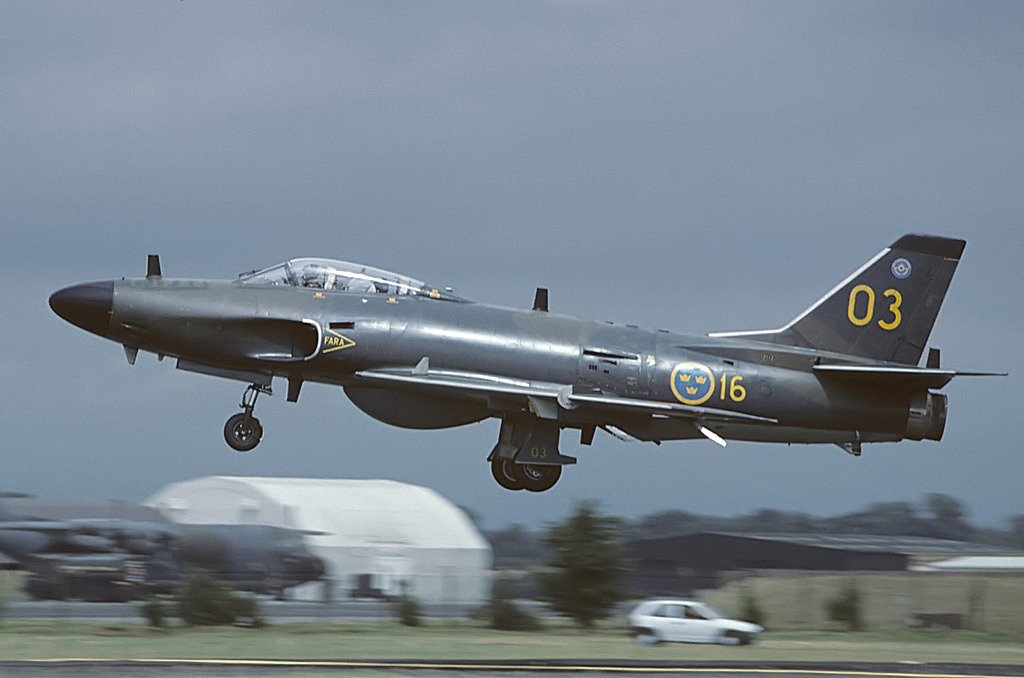
J 32E Lansen

Tolv J 32B (S/N 32507, 32510, 32512, 32515, 32529, 32541, 32543, 32569, 32571, 32592, 32607 och 32612) modifierades 1972 till störflygplan kallade J 32E  genom att implementera elektronisk störutrustning. Detta för att radarjaktledning och förare skulle ges möljighet att öva i en störd miljö. 1979 modifierades ytterligare tre J 32B till E version (S/N 32503, 32530 och 32601). 
J 32E hade intern och extern störutrustning vilka styrdes av operatören i baksits.
Intern utrustning:
- Signalspaningsmottagare INGEBORG: med antenner i radomen täcktes radarfrekvensbanden S, C och L
- Störsändare G24: antenn i radomen med alternativt tre frekvensband: S, C och L. Samverkade med yttre störkapsel Adrian.
- Apparat 91B: bredbandig störsändare, senare integrerad med Ingeborg
- MERA: Störsändare och sökstation för VHF- och UHF-banden
- Bandspelare FB-6: användes bland annat för att sända falska meddelanden/störningar

Motmedelskapslar:
- PETRUS: störkapsel, X-band, även radarvarnare, avsedd för störning av flygradar och robotradar
- ADRIAN: störkapsel, S- och C-band, avsedd för störning av landbaserad- och fartygsradar
- Box 3: remsfällare

J 32E tjänstgjorde fram till 1999 då den ersattes av Sk 37E Viggen. Sista året (1999) drevs de sista J 32E av FMV Prov, eftersom Sk 37E inte kom i drift innan slutet av 1999.

### J32S/J16
Vid Norrbottens flygflottilj (F 21) i Luleå så modifierades under 1969 en individ av J 32B (S/N 32583) till en slags snöröjare, som med hjälp av värmen från motorn smälte snön. Vingar och fenor plockade bort och en hytt tillfördes uppe på flygkroppen. Där utblåset tidigare varit monterades ett fyrkantigt rör, som ledde ner utblåsluften mot marken så att snön smälte. Typen användes och testades på F 21 fram till 1971. På grund av problem med svetsfogarna i utblåsröret, dålig verkan samt hög bränsleförbrukning valde man då att skrota dem. Typens "beteckning" är ganska enkel att förstå då "S" i J 32S står för snö och J 16 helt enkelt symboliserar en halv J 32, då man tog bort stora delar av konstruktionen.

## Galleri

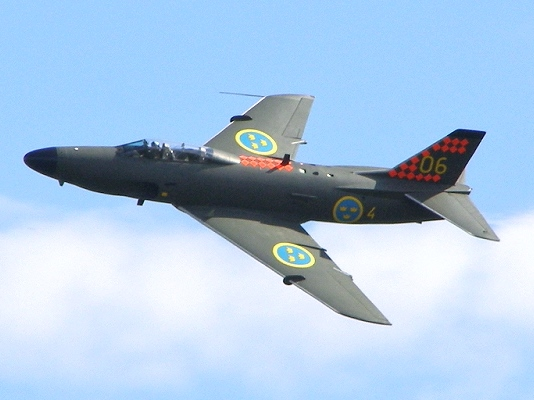
J 32D s/n 32606 i Kristianstad 2006.
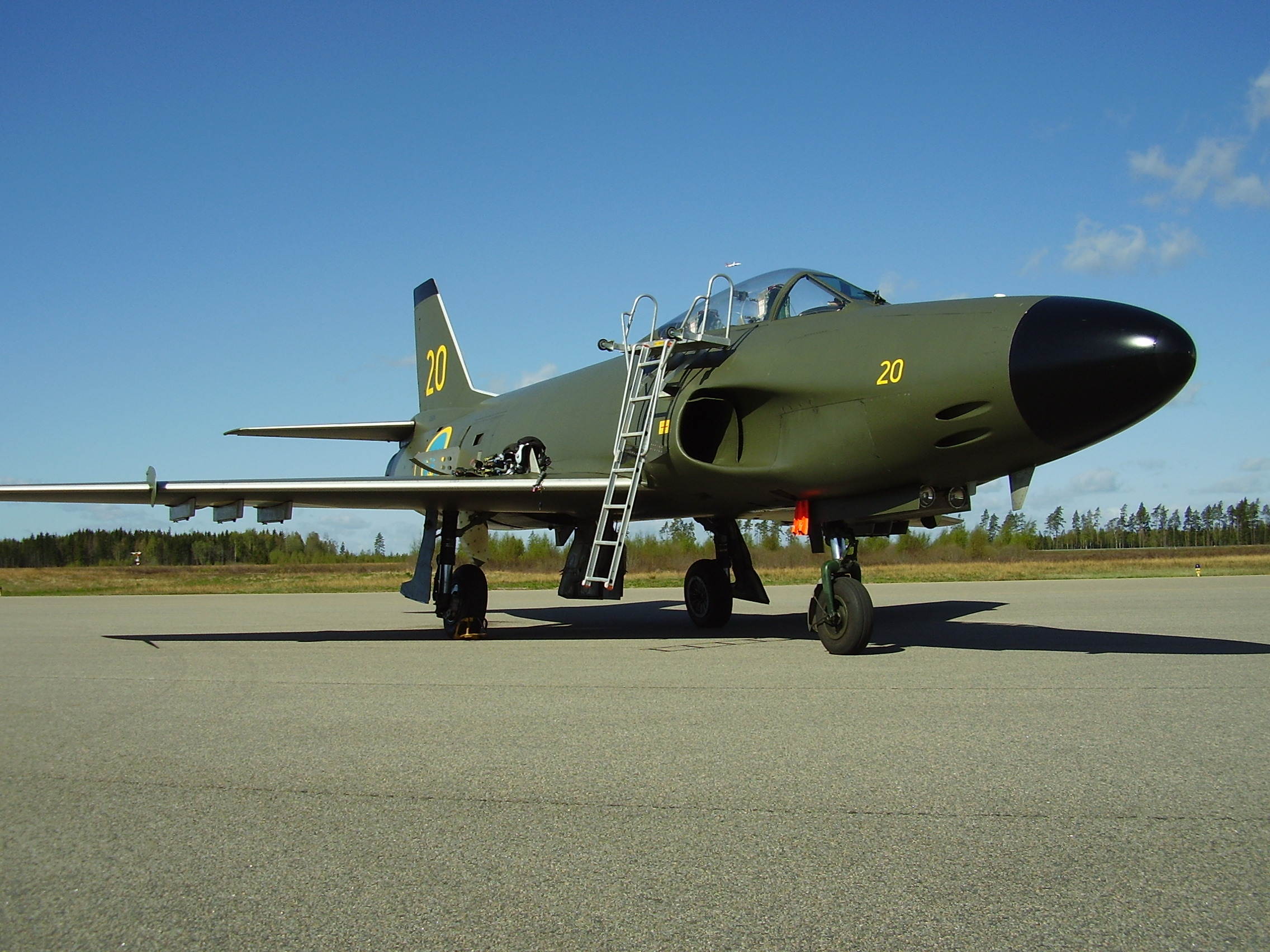
J 32B s/n 32620 under Växjö airshow 2012.
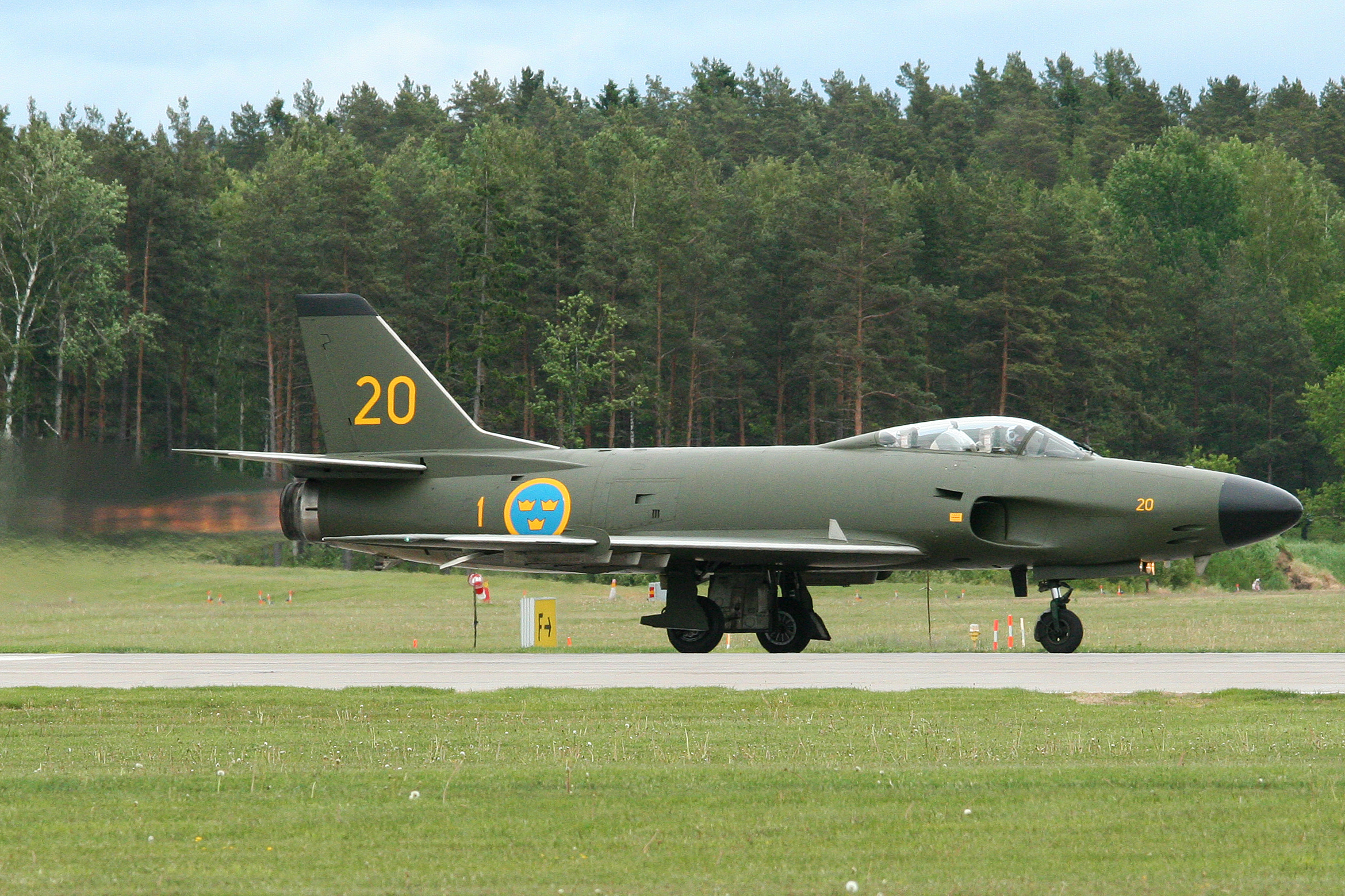
J 32B s/n 32620 under Malmen airshow 2012.
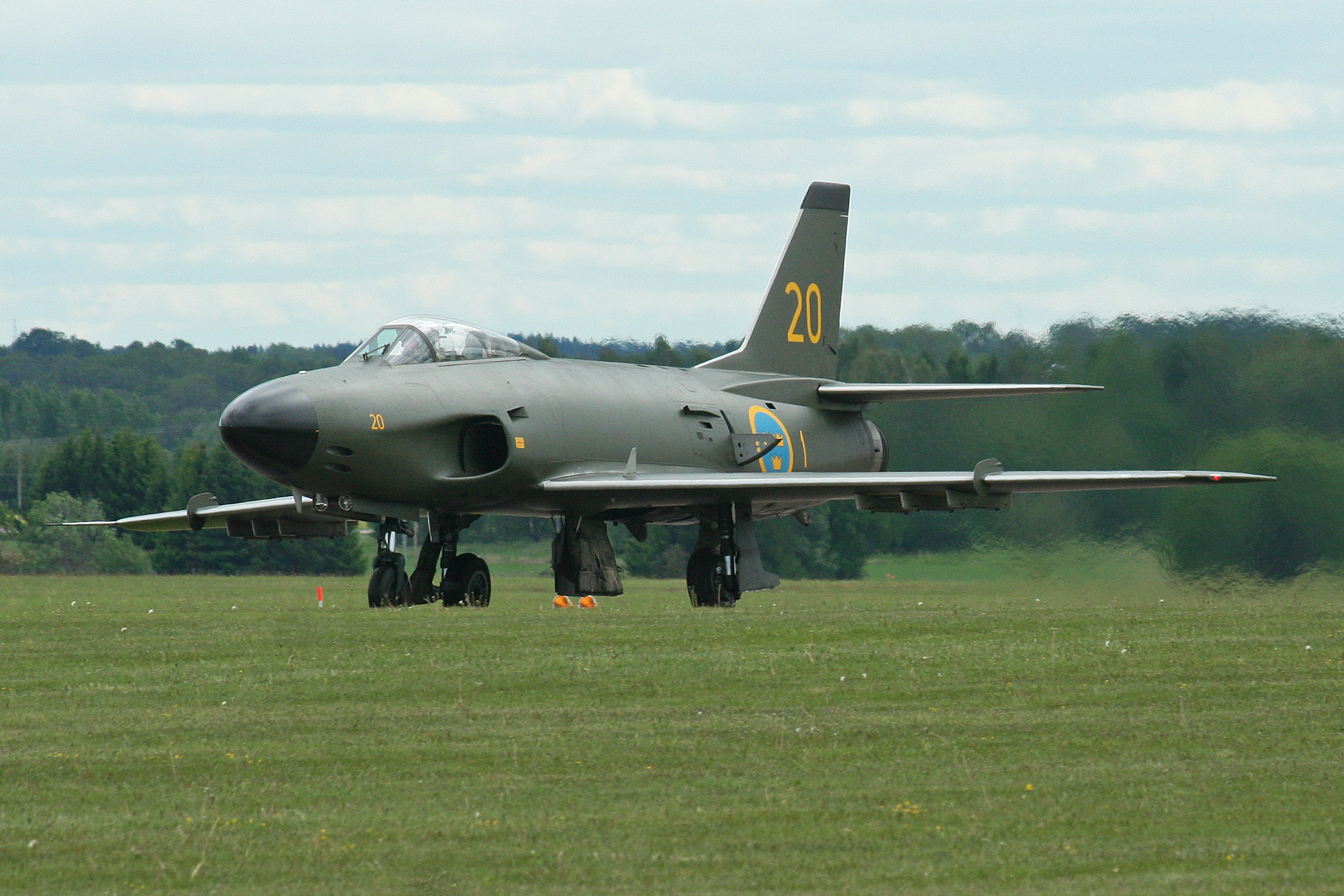
J 32B s/n 32620 under Malmen airshow 2012.

### Anmärkningslista
1. ↑  J 32 är planets beteckning avsedd för bruk.[1] Lansen är planets namn.[2][3]
2. ↑  Lansen sport avser den huvudsakliga SAAB 32B-varianten med kraftfullare motor, därav sport i namnet.
3. ↑  Spekulerad beväpning torde varit fyra 20 mm automatkanon m/49 per A 32A (J 32AD) och en 30 mm Hispano HSS 825 i nosrummet som annars agera radarutrymme. Den senare nämna pjäsen var vid tiden i åminne som beväpningsalternativ för den samtida projekterade J 29D, men visade sig senare vara oduglig vid försök i provbock och köptes aldrig in.[19][26]

### Förkortningar
- AKAN = Automatkanon
- RB = Robot
- RAKKAPS = Raketkapsel
- JRAK = Jaktraket
- ARAK = Attackraket
- SRAK = Sprängraket
- PSRAK = Pansarsprängraket
- HPRAK = Halvpansarraket